# جحش بن رئاب الأسدي
جحش بن رئاب الأسديّ هو والد أم المؤمنين زينب بنت جحش. تزوج من أميمة بنت عبد المطلب، عمة النبي محمد، وقد أنجبت له: عبد الله بن جحش، وعبيد الله بن جحش، وأبا أحمد بن جحش، وزينب بنت جحش، وحمنة بنت جحش، وحبيبة بنت جحش.
تذكر المصادر أن جحش حين نزل مكة بعد موت عبد المطلب، قال: والله لأتزوجن ابنة أكرم أهل هذا الوادي، ولأحالفن أعزهم، فتزوج أميمة بنت عبد المطلب، وحالف أبا سفيان بن حرب. قيل بأن جحش لم يدرك الإسلام،

## نسبه
جحش بن رئاب بن يعمر بن صبرة بن مرة ابن كبير بن غنم بن دودان بن أسد بن خزيمة، 